# Unendlichkeitsmaschine

Prinzip der Unendlichkeitsmaschine

Eine Unendlichkeitsmaschine veranschaulicht durch mehrfache Getriebeübersetzung die fortschreitende Bewegungslosigkeit der beteiligten, immer langsamer laufenden Zahnräder. Es scheint, dass eine solche Maschine ewig laufen könnte. Unendlichkeitsmaschinen stehen in vielen Technikmuseen. Die Maschine kann mit Zahnrädern oder Schneckengetrieben gebaut werden.

## Beispiel im Technikmuseum Dynamikum (Pirmasens)
Die Unendlichkeitsmaschine besitzt ein 16-stufiges Untersetzungsgetriebe mit jeweils gleichen Getriebesätzen. Der Getriebeeingang wird mit konstanter Geschwindigkeit gut wahrnehmbar angetrieben. Der Getriebeausgang ist einbetoniert.
Paradox erscheint, dass der Getriebeeingang ohne Unterlass angetrieben wird, während sich der einbetonierte Getriebeausgang offensichtlich überhaupt nicht drehen kann. Dies lässt sich damit erklären, dass die „verloren gegangene Bewegung“ hauptsächlich durch Spiel im Getriebe kompensiert wird. Bei dem Exemplar im Dynamikum dreht sich der Ausgang einer Stufe mit einem Siebtel der Geschwindigkeit des Eingangs. Durch die Hintereinanderschaltung von 16 Stufen potenziert sich die Übersetzung zu {\displaystyle i_{\text{gesamt}}=7^{16}=33{.}232{.}930{.}569{.}601}. Dreht sich z. B. das Zahnrad des Getriebeeingangs einmal pro Sekunde, ergibt die Gesamtheit der Übersetzungen, dass das Zahnrad des Getriebeausgangs etwa eine Million Jahre für eine Umdrehung benötigen würde, wäre dieses nicht einbetoniert.